# Державна політика
Державна (публічна) політика — принципове керівництво до дії для органів державної влади, насамперед органів виконавчої влади, що стосується певних напрямків їх діяльності, відповідне законам і соціальним звичаям. Підставами державної (публічної) політики є конституційні закони і правила, тлумачення законів і правове регулювання.
Державну (публічну) політику визначають також як «систему дій, регулятивних заходів, законів, і фінансових пріоритетів з того чи іншого напрямку, проголошену органом державної влади або його представниками». Державна (публічна) політика зазвичай втілюється в «конституціях, законодавчих актах і судових рішеннях» .

## Формування державної політики
Суспільні проблеми виявляються і вирішуються шляхом створення нової державної політики або шляхом реформування існуючої державної політики . Суспільні проблеми виникають в самих різних формах і вимагають різних заходів у відповідь (наприклад, регламенти, субсидії, квоти і закони) на місцевому, національному або міжнародному рівні.
Вироблення державної політики є безперервним процесом з механізмами зворотного зв'язку. Перевірка і оцінка мають важливе значення для функціонування цієї системи . Суспільні проблеми, які впливають на формування державної політики, можуть бути економічного, соціального або політичного характеру . Кожна система знаходиться під впливом різних суспільних проблем і тому вимагає різної державної політики.
У виробленні державної політики численні індивіди і групи інтересів конкурують і співпрацюють, щоб вплинути на політиків і спонукати їх діяти певним чином . У процесі вироблення державної політики беруть участь різні актори, такі як політики, державні службовці, лобісти, фахівці предметної області і представники промисловості. Вони використовують різні тактики і інструменти для досягнення своїх цілей, в тому числі відстоюючи свої позиції публічно, намагаються впливати на прихильників і противників і мобілізувати союзників з того чи іншого питання . Багато актори можуть грати важливу роль в процесі вироблення державної політики, проте, останнє слово залишається за державними чиновниками. При цьому передбачається, що державні чиновники дотримуються етичних норм, прийняті в державному секторі і враховують потреби всіх зацікавлених сторін .
Державна (публічна) політика вважається сильною, коли вона вирішує проблеми якісно і ефективно, служить справедливості, підтримує урядові установи і їх діяльність, і стимулює активну громадянську позицію .
Зміни в суспільстві, що відбулися в останні десятиліття, привели і до змін у сфері формування державної політики. Сьогодні державна політика стає більш цілеспрямований, націленої на вимірні результати і цілі, з акцентом на рішення, які повинні бути прийняті негайно. Крім того, масові комунікації і технологічні зміни призвели до того, що система державної політики стає все більш складною і взаємозалежної. Всі ці зміни ставлять нові завдання для поточної державної політики, і надають на неї тиск з тим, щоб вона розвивалася і залишалася ефективною і дієвою.

## Приклади державної політики
- Державна молодіжна політика
- Державна політика інформатизації
- Демографічна політика
- Нова економічна політика
- Русифікація
- Кратополітика

## Як навчальна дисципліна
У США концепція публічної політики відноситься не тільки до результату політики, але в більш широкому сенсі до прийняття рішень та аналізу урядових рішень. Як навчальна дисципліна, державна політика вивчається професорами і студентами в школах публічної політики великих вузів по всій країні. Американська Асоціація аналізу публічної політики та публічного управління об'єднує практиків, дослідників, вчених і студентів.
Як навчальна дисципліна, державна (публічна) політика несе в собі елементи багатьох соціальних наук, в тому числі економіки, соціології, політичної економії, оцінки програм, політичного аналізу і державного управління. У той же час, вивчення публічної політики відрізняється від політології або економічної науки, оскільки воно в значній мірі орієнтується на застосування теорії до практики. Хоча зазвичай університети пропонують магістерські і докторські ступені по публічній політиці, деякі університети також пропонують програми бакалаврату.
Школи публічної політики по-різному підходять до політичного аналізу. У Харрісовской школі публічної політики Чиказького університету більшою мірою використовується кількісний підхід до економіки і політики, Коледж Хайнца в Університеті Карнегі — Меллона використовує обчислювальні і емпіричні методи, в той час як в Урядовій школі Джона Ф. Кеннеді при Гарвардському університеті більше уваги приділяється політичним наукам і лідерства. У Школі публічної і екологічної політики Університету Індіани здійснюється традиційна підготовка в сфері публічної політики з упором на міждисциплінарний підхід в області наук про навколишнє середовище і управлінні некомерційними організаціями. Крім того, Іллінойський університет в Чикаго при підготовці кадрів в області публічної політики підкреслює етапи прийняття рішень при розробці політики (наприклад, визначення порядку денного), а також важливість ефекту фреймінгу і когнітивних обмежень в процесі формування політики.
Традиційно публічна політика як навчальна дисципліна фокусувалася на внутрішній політиці. Однак, хвиля економічної глобалізації, що сталася наприкінці XX і початку XXI століть породила потребу у вивченні публічної політики, орієнтованої на глобальне управління, особливо оскільки це стосується питань, які виходять за рамки національних кордонів, таких як зміна клімату, тероризм, розповсюдження ядерної зброї і економічний розвиток . Багатьом традиційним школам публічної політики довелося коригувати свої навчальні програми і розробляти нові програми, щоб пристосуватися до нового ландшафту публічної політики. Школа міжнародних відносин в Університеті штату Пенсильванія була створена як відповідь на нові міжнародні умови.
Публічна політика та політичний аналіз як навчальні дисципліни набули поширення в вузах Росії і країн СНД .

## «Державна політика» чи «публічна політика»?
В Україні поняття «державної політики» в дев'яностих роках отримало нове значення під впливом англомовних джерел, тому часто його можна зустріти у вигляді словосполучення «публічна політика» (англ. public policy). Окремі дослідники вважають поняття «державна політика» і «публічна політика» різними, наголошуючи на більшій демократичності поняття «публічна політика»
Оскільки поза науковими колами словом «політика» прийнято називати водночас і набір заходів для втілення певної державної мети, і політичну боротьбу за голоси виборців та державні посади, окремі науковці пропонують називати ці явища термінами «державна політика» та «політична конкуренція» відповідно. Втім, у науковій літературі також можна зустріти ті самі поняття позначені термінами «державна політика» та просто «політика».

## Фемінізм і державна політика
При аналізі публічної політики з точки зору захисту прав жінок вчені схильні розглядати такі питання, як соціальна держава, практика в сфері праці, заробітної плати, зайнятості та безробіття .
Гендерний аналіз сприяє виробленню державної політики, виносячи на поверхню питання, з якими стикаються жінки в публічній сфері — такі, як рівність заробітної плати, материнство і відпустку у зв'язку з вагітністю та пологами, догляд за дітьми, насильство в сім'ї і сексуальне насильство, кожна з яких викликає суспільний резонанс. Політика, що почала діяти у Великій Британії 2015 року, дозволяє матері і батька «взяти відпустку разом чи по черзі і просити гнучкий графік роботи». Тим самим визнається необхідність забезпечення можливості для того, щоб батьки відігравали велику роль в догляді за своїми дітьми. Ця політика дозволяє жінкам продовжувати свою діяльність на робочому місці, не дивлячись на материнство, за рахунок потенційного роботодавця і споживача.